# Карлаплан

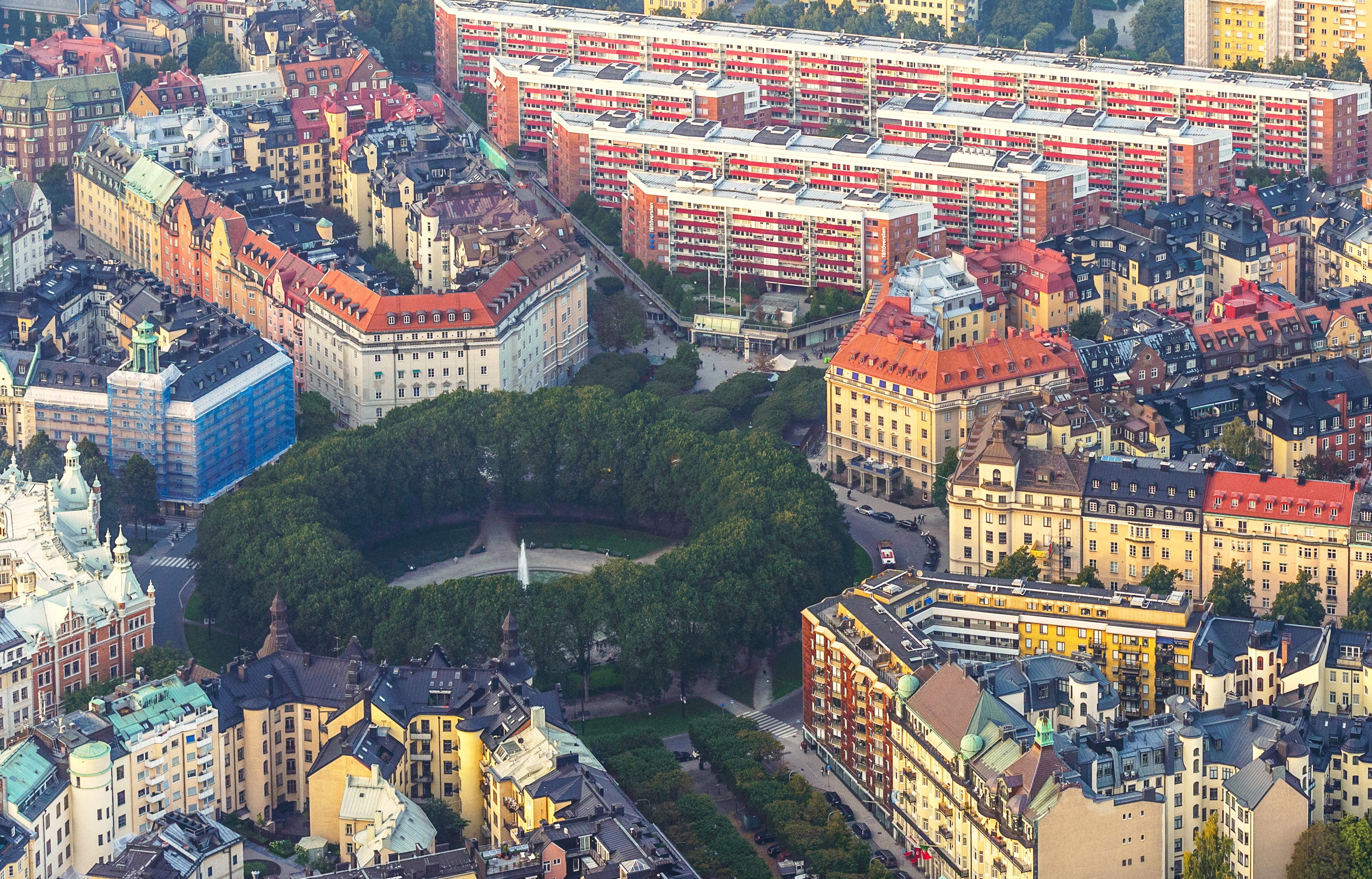
Площадь Карлаплан. 2014 г. (Стокгольм)

Карлаплан (швед. Karlaplan) — городская площадь в восточном районе Эстермальм шведской столицы Стокгольма. В центре площади, окружённой небольшим парком, установлен фонтан.
Спроектирована площадь в 1885—1890 годах группой архитекторов и градостроителей под руководством Э. Линдхагеном в характерной форме площади-звезды, по аналогии с Place de l'Étoile в Париже и другими подобными местами в Вене и Берлине. Площадь названа в честь всех шведских королей, носивший имя Карл, таких как Карл X Густав, Карл XI, Карл XII и Карл XIII.
На Карлаплане с 1901 по 1908 год жил основоположник современной шведской литературы и театра Август Стриндберг. Во время Первой мировой войны парк использовался для выращивания овощей. В начале 1930-х годов здесь был установлен в 1931 году памятник Авиатору.
На площади рядом с одноименной станцией Стокгольмского метрополитена расположены отели Flygarmonumentet и Karlaplan.
Район площади Карлаплан является одним из самых эксклюзивных и дорогих мест проживания в Стокгольме, рядом с Королевским парком, в нескольких минутах езды от Юргордена, Олимпийского стадиона Стокгольма, Скандинавского музея, парка развлечений Gröna Lund и этнографического музея под открытым небом Скансен.

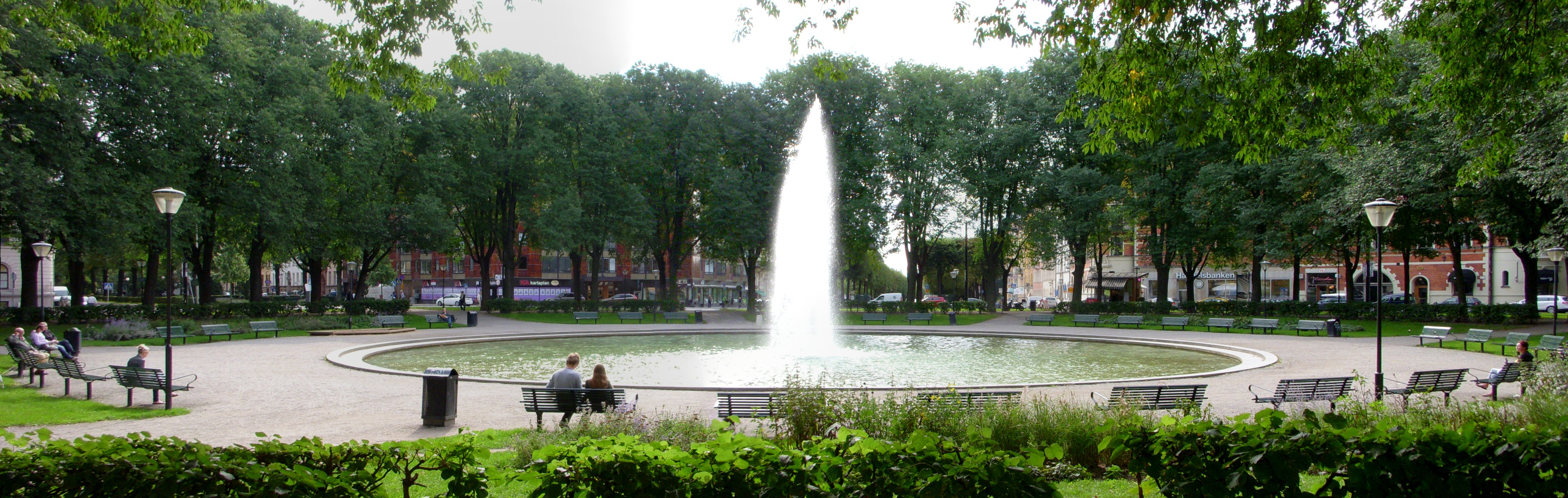
Площадь Карлаплан (Стокгольм)